# Gogolin (gmina)

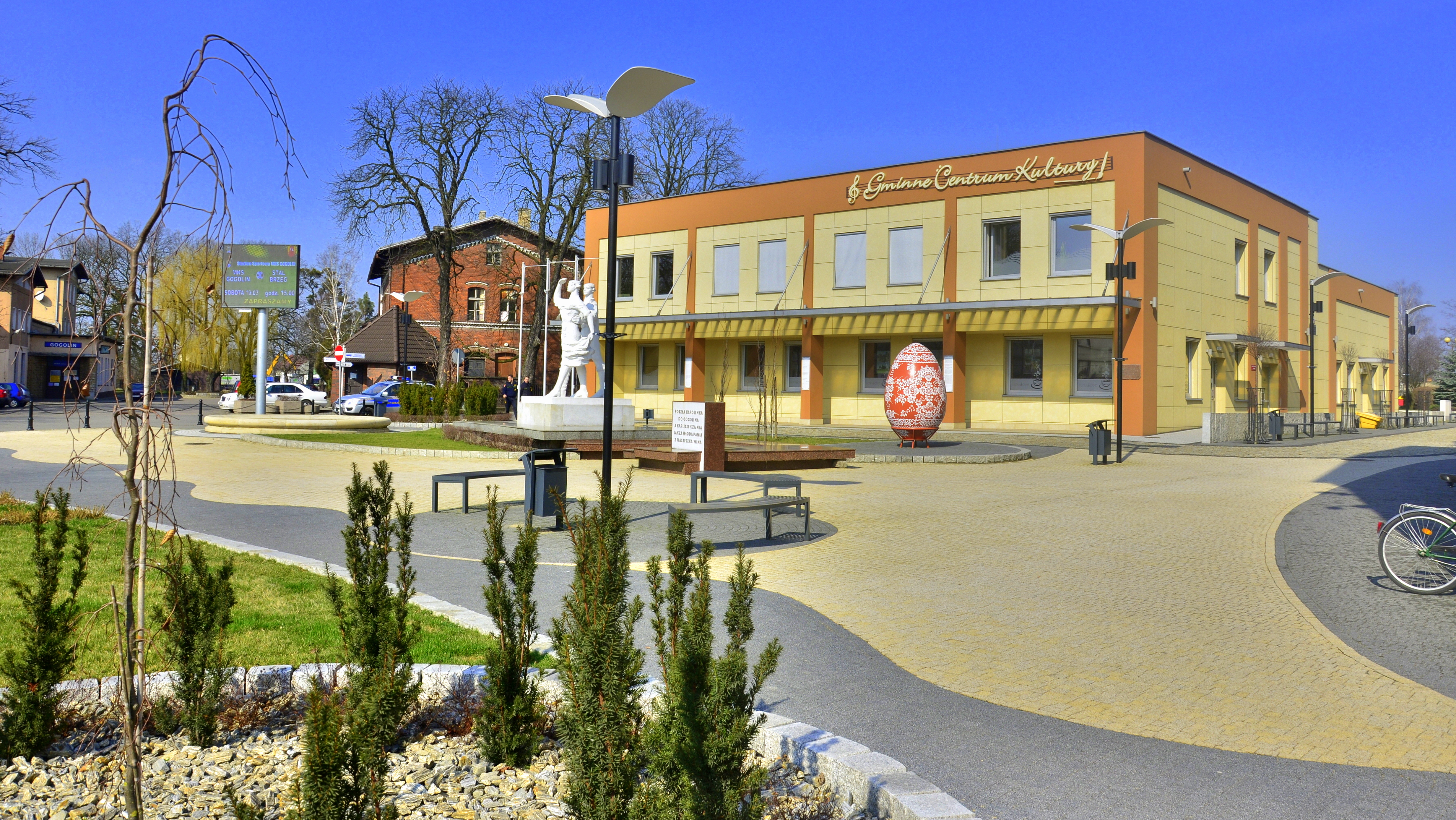
Gogolin

Gogolin – gmina miejsko-wiejska w województwie opolskim, w powiecie krapkowickim. W latach 1975–1998 gmina położona była w województwie opolskim. W 2010 roku dla niektórych miejscowości gminy ustalono dodatkowe nazwy w języku niemieckim.
Siedziba gminy to Gogolin.
Według danych z 30 czerwca 2007 gminę zamieszkiwało 11 902 osób. Natomiast według danych z 31 grudnia 2017 roku gminę zamieszkiwało 12 544 osób.
Na terenie gminy działa lądowisko Kamień Śląski.

## Położenie
Gmina Gogolin położona jest w środkowej części województwa opolskiego w odległości 15 km na południe od Opola. Od zachodu graniczy z gminą Krapkowice, od północy z gminą Tarnów Opolski. Na wschodzie graniczy z gminą Strzelce Opolskie, od południa z gminą Zdzieszowice.
Gmina ma charakter miejsko-wiejski, a w jej skład wchodzi miasto Gogolin z dwiema dzielnicami: Karłubiec i Strzebniów oraz 9 sołectw: Chorula, Dąbrówka, Górażdże, Kamień Śląski, Kamionek, Malnia, Obrowiec, Odrowąż, Zakrzów. Łączna powierzchnia gminy wynosi 10051 ha, co stanowi 1,2% powierzchni województwa. Miasto Gogolin zajmuje powierzchnię 2.035 ha, wioski 8.016 ha. W samym mieście Gogolinie mieszkają 6.519 osoby, a całą gminę zamieszkuje 12 743 osób (stan na 31.12.2003 r.).
Gmina pełni funkcję przemysłową, mieszkaniową i rolniczą. Wykształcone funkcje są wynikiem warunków naturalnych i położenia obszaru. Występujące surowce przesądziły o rozwoju przemysłu wapienniczo-cementowego we wsiach: Górażdże, Chorula, Kamień Śląski i mieście Gogolin. Dogodne położenie w stosunku do miejskich ośrodków przemysłowych w decydującym stopniu zadecydowało o tym, iż gmina znalazła się w samej czołówce miejsc, które mogły pochwalić się wysoko cenioną funkcją mieszkaniową, czyli mówiąc innymi słowy, gmina cieszy się bardzo dużym powodzeniem jako miejsce mieszkalne, co widać w dużej liczbie nowo budowanych domów.
Na terenie gminy znajduje się bezpośredni zjazd z autostrady A4 oraz drogi: wojewódzka 409 relacji Strzelce Opolskie – Prudnik, stanowiąca połączenie z polsko-czeskim przejściem granicznym w Głuchołazach i wojewódzka 423 relacji Opole-Kędzierzyn-Koźle. Oprócz dobrze rozwiniętej sieci drogowej, gmina usytuowana jest korzystnie przy szlaku żeglugowym na Odrze. Dużym komunikacyjnym atutem jest również przebiegająca przez Gogolin magistrala kolejowa relacji Kraków – Wrocław – Szczecin oraz modernizowane obecnie przez prywatnego inwestora lotnisko w Kamieniu Śląskim.
Dogodne położenie przy głównych szlakach komunikacyjnych czyni gminę Gogolin, gminą otwartą na świat, gotową do podjęcia współpracy z partnerami zagranicznymi. Dzięki realizacji zapisów umów o współpracę z miastami Schongau (Niemcy), Jablunkov (Czechy) oraz gminą Łodygowice (Polska), możliwa stała się wymiana kulturalna, a także wzajemne wsparcie oraz korzystanie z doświadczeń.
Według podziału na jednostki fizycznogeograficzne dokonanego przez Kondrackiego, wynika, że gmina Gogolin położona jest w mezoregionie Kotlina Raciborska. Mezoregion ten jest najdalej na południe wysuniętą częścią makroregionu Niziny Śląskiej. Sąsiaduje od wschodu z Płaskowyżem Rybnickim, Wyżyną Katowicką i Garbem Tarnogórskim, od zachodu zaś z Płaskowyżem Głubczyckim. Na południu dolina Odry łączy Kotlinę Raciborską z Kotliną Ostrawską. Wypełnione utworami piaszczystymi i żwirowymi dno kotliny leży poniżej 200 m n.p.m. Rzeźba terenu jest równinna, fragmentarycznie w części gminy falista.
Gmina Gogolin tworzy sztucznie wydzielony i geograficznie niespójny obszar, okalający miasto Gogolin od północy, zachodu i południa. W jej skład wchodzą peryferyjne fragmenty kilku jednostek fizycznogeograficznych na styku Niziny Śląskiej i Wyżyny Śląskiej. Do Niziny Śląskiej należą:
- Dolina Odry z przełomową Bramą Krapkowicką (północno-zachodnia część gminy: Odrowąż, Malnia, Chorula)
- Kotlina Raciborska (południowo-wschodnia część gminy: Obrowiec, Zakrzów).

Do Wyżyny Śląskiej zaliczają się północne i zachodnie skłony Garbu Chełmu, tworzące środkową i wschodnią część gminy: Zakrzów, Dąbrówka, Kamień Śląski, Kamionek.
Wysokości bezwzględne wahają się od 158 m n.p.m. do 256 m n.p.m., zróżnicowanie wysokościowe wynosi więc prawie 100 m. Najniżej położone są tarasy zalewowe Odry w zachodniej, a zwłaszcza północno-zachodniej części gminy. Inne nisko położone tereny znajdują się w starej dolinie Odry między Gogolinem a Krapkowicami, która ciągnie się od Obrowca do Malni, a od współczesnej doliny oddziela ją ciąg wzniesień zajętych przez miejscowości Odrowąż, Otmęt i Obrowiec.

## Geografia

### Struktura powierzchni
Według danych z roku 2002 gmina Gogolin ma obszar 100,51 km², w tym:
- użytki rolne: 45%
- użytki leśne: 33%

Gmina stanowi 22,72% powierzchni powiatu.

### Klimat
Według regionalizacji klimatycznej Polski przedstawionej przez Wosia (Zarys klimatologii Polski), gmina Gogolin należy do regionu XXV – Dolnośląskiego Południowego. Region ten obejmuje obszar południowo-wschodniego fragmentu Niziny Śląskiej.
Na tle innych regionów, notuje się tutaj mniej liczne dni z pogodą przymrozkową, mniej jest także dni z pogodami mroźnymi. Natomiast liczniejsze są przypadki występowania pogody bardzo ciepłej i jednocześnie pochmurnej.
Liczba godzin słonecznych w regionie jest stosunkowo mała w porównaniu do wschodniej najbardziej słonecznej części Polski. Średnia roczna wynosi 1438. Największe średnie miesięczne nasłonecznienie rzeczywiste notuje się w czerwcu 202,4 oraz w lipcu 204,1, najmniejsze wartości średnich miesięcznych usłonecznienia przypadają na styczeń 38,1 i grudzień 27,8. Największe średnie dzienne sumy usłonecznienia rzeczywistego notowane są w czerwcu i lipcu, a dla całego lata wartość ta wynosi 6,5. Charakterystyczną cechą termiczną tego terenu są łagodne zimy. Średnia roczna temperatura wynosi 8,4 °C. Maksymalne średnie miesięczne oraz dobowe temperatury notowane są w lipcu, w którym najwięcej jest dni o temperaturze powyżej 25 °C w liczbie 12,1. Najzimniejszymi miesiącami są styczeń i luty. W lutym notuje się również największą liczbę dni o temperaturze powietrza poniżej –10 °C w ilości 7,3. Miesiące jesienne charakteryzują się mniejszym zróżnicowaniem temperatur średnich (4,2–13,9 °C) niż nieco chłodniejsze miesiące wiosenne (2,0–12,8 °C). Długość okresu wegetacyjnego wynosi około 225 dni.
Decydujący wpływ na rozkład opadów atmosferycznych ma rzeźba terenu. Najmniejsze wartości średnie roczne notuje się w dolinie Odry – 603 mm. Natomiast średnia roczna suma opadów dla regionu wynosi 660 mm. Najniższe miesięczne sumy opadów notuje się w lutym a najwyższe wartości opadów przypadają na lipiec. Liczba dni z pokrywą śnieżną dla regionu wynosi około 55. Najdłuższe zaleganie śniegu notuje się w styczniu i lutym, dla tych miesięcy trwanie pokrywy śnieżnej wynosi 60%.
Na obszarze gminy przeważają wiatry z kierunku północno-zachodniego i zachodniego, zwłaszcza latem. Dominują wiatry słabe i umiarkowanie silne.

### Gleby
Użytki rolne zajmują zaledwie 48,1% powierzchni gminy, w tym 41% stanowią grunty orne a 7,1% użytki zielone. W gminie Gogolin przeważają gleby brunatne i brunatno wyługowane wytworzone z piasków słabogliniastych i gliniastych.
Na podłożu wapieni triasowych wykształciły się rędziny węglanowe brunatne. W dolinie Odry dominują mady gliniaste i pylaste, a w dolinach mniejszych cieków i ich obszarach źródłowych – gleby organiczne: mułowo-torfowe i czarne ziemie zdegradowane.
Gleby brunatne i rędziny na wysoczyźnie przydolinnej cechuje okresowy lub stały niedobór wilgoci. W dolinach występuje odwrotne zjawisko – nadmiar stały lub okresowy wilgoci. Gleb o właściwych stosunkach powietrzno-wodnych jest niewiele.
Gmina posiada długoletnie tradycje rolnicze. Użytki rolne zajmują obszar 4.656 ha. Grunty orne stanowią 34,25% lasy 32,5%, a pozostałość to łąki, sady oraz nieużytki. W rolnictwie dominują rodzinne – indywidualne gospodarstwa. Na terenie gminy jest 567 gospodarstw rolnych – średnia powierzchnia wynosi 6,5 ha. Ze względu na niską bonitację gleb – głównie V i VI klasa – przeważa kierunek uprawy zbóż. Jedynie na terenach położonych bliżej rzeki Odry (mady) uprawia się rzepak i buraki cukrowe.
Ze względu na spadek opłacalności produkcji rolnej rolnicy z gminy szukają dodatkowych źródeł dochodu (głównie praca w Europie Zachodniej). Według spisu rolnego (2002 r.) na terenie gminy odnotowano 567 szt. bydła, w tym 263 krowy mleczne oraz 5455 szt. trzody chlewnej, w tym 567 szt. macior.

### Geologia
Na obszarze gminy Gogolin pod względem geologicznym odsłaniają się utwory monokliny śląsko-krakowskiej, głównie: wapieni, margli i dolomitów. Są to skały triasowe tzw. górny pstry piaskowiec (ret) i dolny oraz środkowy wapień muszlowy. W samym Gogolinie wydobywano wapienie retu i przede wszystkim najniższej części dolnego wapienia muszlowego, która nosi nazwę tzw. warstw gogolińskich. W XIX wieku z warstw gogolińskich w Gogolinie opisano szereg całych szkieletów liliowców i gadów morskich, głównie z grupy notozaurów, w tym kilka nowych gatunków. W środkowej i północnej części gminy (Górażdże, Kamień Śląski, Kamionek) także występują wapienie dolnego i częściowo środkowego wapienia muszlowego wchodzącego w skład utworów węglanowych obszaru Śląsko – Krakowskiego.
W rejonie Choruli trias wynurza się spod grubej pokrywy deluwialnej. W okolicach Górażdży i Choruli charakteryzuje się miąższością 100 – 150 m. Warstwy karchowickie widoczne w okolicach Kamienia Śląskiego wykształcone są jako gruboławicowe wapienie o zabarwieniu żółtawo – pomarańczowym i jasnoszarym, występują również terebratulowe, reprezentowane przez szare, twarde cienkopłytkowe wapienie margliste. Wapienie warstw górażdżańskich wykształcone są jako gruboławicowe zwięzłe wapienie szare o miąższości 20 – 25 m. Na południe od Gogolina występują utwory triasu dolnego (retu), należą tu margle, dolomity, wapienie z ewaporatami.
Na obszarze gminy utwory triasowe są przykryte utworami czwartorzędu, zlodowacenia środkowopolskiego, o różnej miąższości. W części północnej i północno-wschodniej utwory czwartorzędu nie występują lub posiadają miąższość w przedziale od 2 – 3 m. W południowej części gminy miąższość pokrywy czwartorzędowej wynosi około 10 – 15 m (okolice Obrowca). Wśród utworów czwartorzędu występują: piaski, żwiry, kemy pochodzenia lodowcowego i wodnolodowcowego. Cała zachodnia część gminy (Dolina Odry) zbudowana jest z osadów rzecznych holocenu.

## Demografia
Analizując okres 1995–2003 zaobserwowano istotny spadek liczby mieszkańców zameldowanych na pobyt stały. Zgodnie z istniejącymi danymi w latach 1995–1996 występowała pewna równowaga w liczbie osób zameldowanych na terenie gminy.
Według stanu na dzień 31.12.2003 r. liczba ludności gminy Gogolin wynosi 12 743 osoby. Na liczbę tę składa się 6227 mężczyzn oraz 6516 kobiet. W podziale na miasto i wieś sytuacja ta przedstawia się następująco:
- miasto 6519 mieszkańców
  - mężczyźni 3195
  - kobiety 3324

- wioski 6224 mieszkańców
  - mężczyźni 3032
  - kobiety 3192

Gęstość zaludnienia wynosi 127 osób na km². W mieście Gogolinie zamieszkuje 6519 osób, co stanowi 51,16% ogółu mieszkańców gminy.
Najliczniejszym sołectwem jest Kamień Śląski – 1424 mieszkańców, następnie:

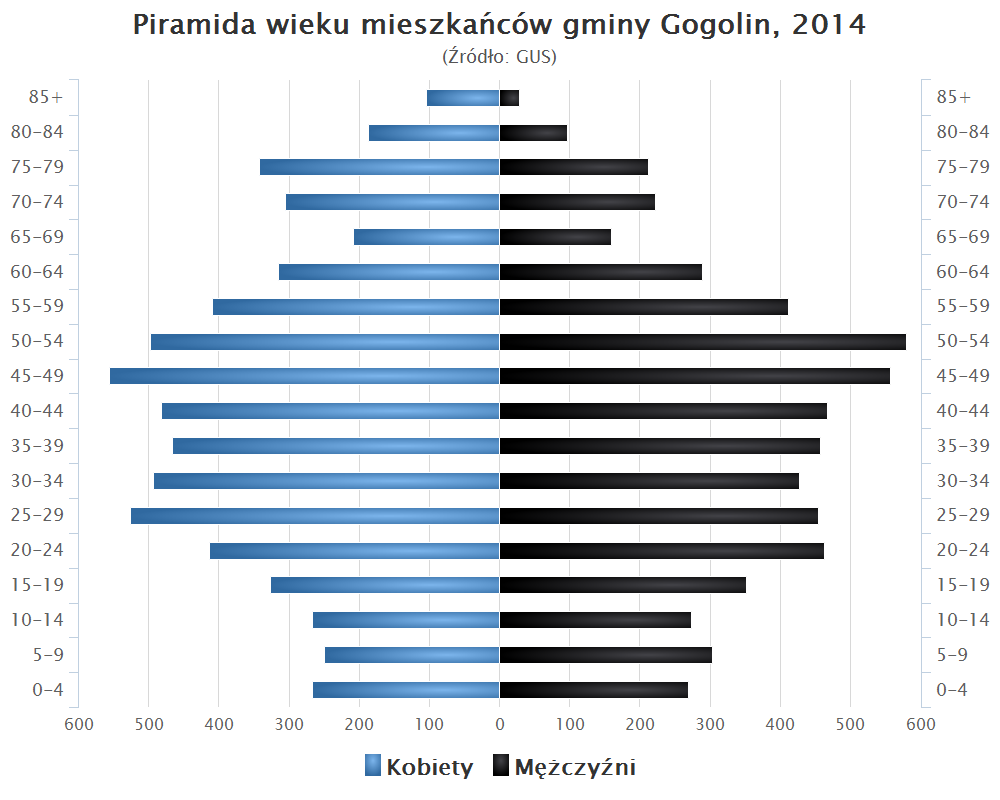
Piramida wieku mieszkańców gminy Gogolin w 2014 roku

- Górażdże – 998 mieszkańców
- Malnia – 708 mieszkańców
- Kamionek – 664 mieszkańców
- Chorula – 626 mieszkańców
- Obrowiec – 571 mieszkańców
- Odrowąż – 550 mieszkańców
- Zakrzów – 486 mieszkańców
- Dąbrówka – 197 mieszkańców

Dane z 30 czerwca 2004:
| Opis                              | Ogółem | Ogółem | Kobiety | Kobiety | Mężczyźni | Mężczyźni |
| --------------------------------- | ------ | ------ | ------- | ------- | --------- | --------- |
| Jednostka                         | osób   | %      | osób    | %       | osób      | %         |
| Populacja                         | 11 975 | 100    | 6178    | 51,6    | 5797      | 48,4      |
| Gęstość zaludnienia [mieszk./km²] | 119,1  | 119,1  | 61,5    | 61,5    | 57,7      | 57,7      |

## Sołectwa
Chorula, Dąbrówka, Górażdże, Kamień Śląski, Kamionek, Malnia, Obrowiec, Odrowąż, Zakrzów.

## Sąsiednie gminy
Izbicko, Krapkowice, Strzelce Opolskie, Strzeleczki, Tarnów Opolski, Zdzieszowice